# 楊修
楊 修（よう しゅう、175年 - 219年）は、中国後漢末期の政治家。字は徳祖。「楊脩」とも表記される。本貫は司隷弘農郡華陰県。高祖父は楊震。曾祖父は楊秉。祖父は楊賜。父は楊彪。子は楊囂。孫は楊準。母は袁術の父の袁逢の姉妹。『三国志』魏志「曹植伝」、およびその注に引く『典略』などに記録がある。
名門の子弟として生まれ、曹操に仕えその才能を愛されたが、曹氏の後継者争いで曹植に味方したため、その才能を警戒され殺害された。

## 出自
弘農楊氏は後漢の「四世太尉」の名門である。先祖は前漢初期の赤泉侯楊喜や昭帝時期の丞相であった安平侯楊敞（司馬遷の娘婿）であると伝わっているが（『後漢書』「楊震伝」）、信憑性には疑義も呈されている。

## 生涯
謙虚で広い才能の持ち主であり、建安年間に孝廉へ推挙された。郎中に取り立てられ、曹操の要請で倉曹属主簿を務めることとなった。当時の丞相府は内政・軍事の課題が累積していたが、楊修はその激務をよくこなし曹操に気に入られた。また曹丕以下、楊修と親交を結ぼうとする者も多かった。楊修は特に曹植と深く親交を結び、よく手紙をやり取りした。
益州の劉璋が曹操の元へ張松を遣わしたところ、曹操はあまり礼遇しなかった。楊修は張松の人物を高く評価し、曹操に張松を召し抱えるよう言上したが、承知されなかった。楊修が曹操の編纂した兵書を張松に見せたところ、張松は宴会の間に通覧して、すぐに暗誦した。そのため楊修はさらに彼を特別視した。
建安24年（219年）、曹操は漢中に遠征したが、劉備との間で持久戦が続いた。このときに曹操が言った「鶏肋」という言葉に対し、「鶏肋（鶏のあばら骨）は捨てるには惜しいが、食べても腹の足しになるほど肉がついていない」、即ち「漢中は惜しいが今が撤退の潮時」という意味であるとただ1人読み解き、撤退の準備を命じたという。果たして同年夏5月に曹操は撤退した。
その後、まもなく曹操によって処刑された。建安24年秋のことであった。享年45。
殺害の理由は、楊修が曹植に対し、「答教」という教科書を用いて曹操の意向を予め教えたり、妄りに諸侯（曹植）と連絡を取り合ったためだという。
楊修は丁儀兄弟と共に羽翼となって、曹植を助けたともされている。曹操は曹植への寵愛が薄れると、後顧の憂いを経つため楊修に罪を被せて、処刑する機会を窺っていたという。また、楊修も曹植との関係で自らの身に危険が及ぶことを察していたが、曹植との交際を積極的に断つことはしなかったという。
楊修の処刑については、母親が袁術と縁続きであったことを曹操が考慮したともされており、明確な理由はわかっていない。
曹操は既に引退していた父の楊彪に、自ら楊修の死を知らせて反応を見ようとした。楊彪は目に見えて憔悴した様子であったが、それでも堂々としていたため、曹操の方がかえって尻込みしたという。
楊修の死後、数百余日して曹操は死去した。禅譲により魏を興した曹丕（文帝）はかつて楊修から献上された剣を持っており、楊修の自分に対する冷淡な態度を思い起こすことがあったという。

## 子孫
子と孫は西晋に仕えて高官に上った。楊修の直系子孫は東晋の末期まで続いたが、安帝の時期である義熙4年（408年）に楊思平（楊準の曾孫で、楊佺期の弟）が処刑された以降は不明である。

## 評価
禰衡から、「許昌には、孔融と楊修しか人材がいない」と評されたことがある。

## 演義の楊修
小説『三国志演義』では、禰衡の登場場面で名前のみが挙がり、しばらくして益州より訪れた張松の接待役として登場する。張松と接触する内にその才を認め、曹操に面会を申し入れるが、逆に曹操の逆鱗に触れた張松が百叩きの罰を与えられ、楊修の前から去ってしまうことになる。
その後、劉備軍との漢中攻防戦において、鶏湯（鶏のスープ）を食べていた曹操が「鶏肋」とつぶやく。楊修はこれを伝え聞き、曹操が撤退の意思決定をしたと解釈し、その準備を進めることになる。しかし曹操は、それを勝手な行動であるとして憤り、楊修を処刑してしまうのである。曹操は「鶏肋」という言葉が、軍を退くという意味ではないことを示すために劉備軍へ攻めかかったが、劣勢の上、長征で疲労気味の兵では劉備軍に敵う筈もなく結局は惨敗、曹操自身も矢で前歯を折られ命からがら逃げ返ることになる。そのため曹操は「楊修の言う通りに軍を退いていれば、損害を最小限に食い止められていたかもしれない」と思い、撤退を決断している。また撤退後、曹操は楊修の遺体を手厚く葬るように指示している。